# Supernola subrufa
Supernola subrufa är en fjärilsart som beskrevs av George Francis Hampson 1918. Supernola subrufa ingår i släktet Supernola och familjen trågspinnare. Inga underarter finns listade i Catalogue of Life.